# Стоица Илиев
Стоица Илиев е български революционер, деец на Върховния македоно-одрински комитет, кмет на Горна Джумая.

## Биография
Стоица Илиев е роден в град Горна Джумая (днес Благоевград), тогава в Османската империя. Участва в Илинденско-Преображенското въстание от 1903 година като част от Беласишкия отряд.
Кмет е на родния си града от 16 ноември 1917 година до 16 юли 1918 година. Живее в квартала „Вароша“. Неговата къща и днес съществува и се намира срещу Регионалния исторически музей в града. След войната открива книжарница наречена „Ново училище“, където продава тетрадки и ученически пособия. Неговият син Георги също открива книжарница през 1925 година. Умира след 97-ата си година.